# Axel Springer

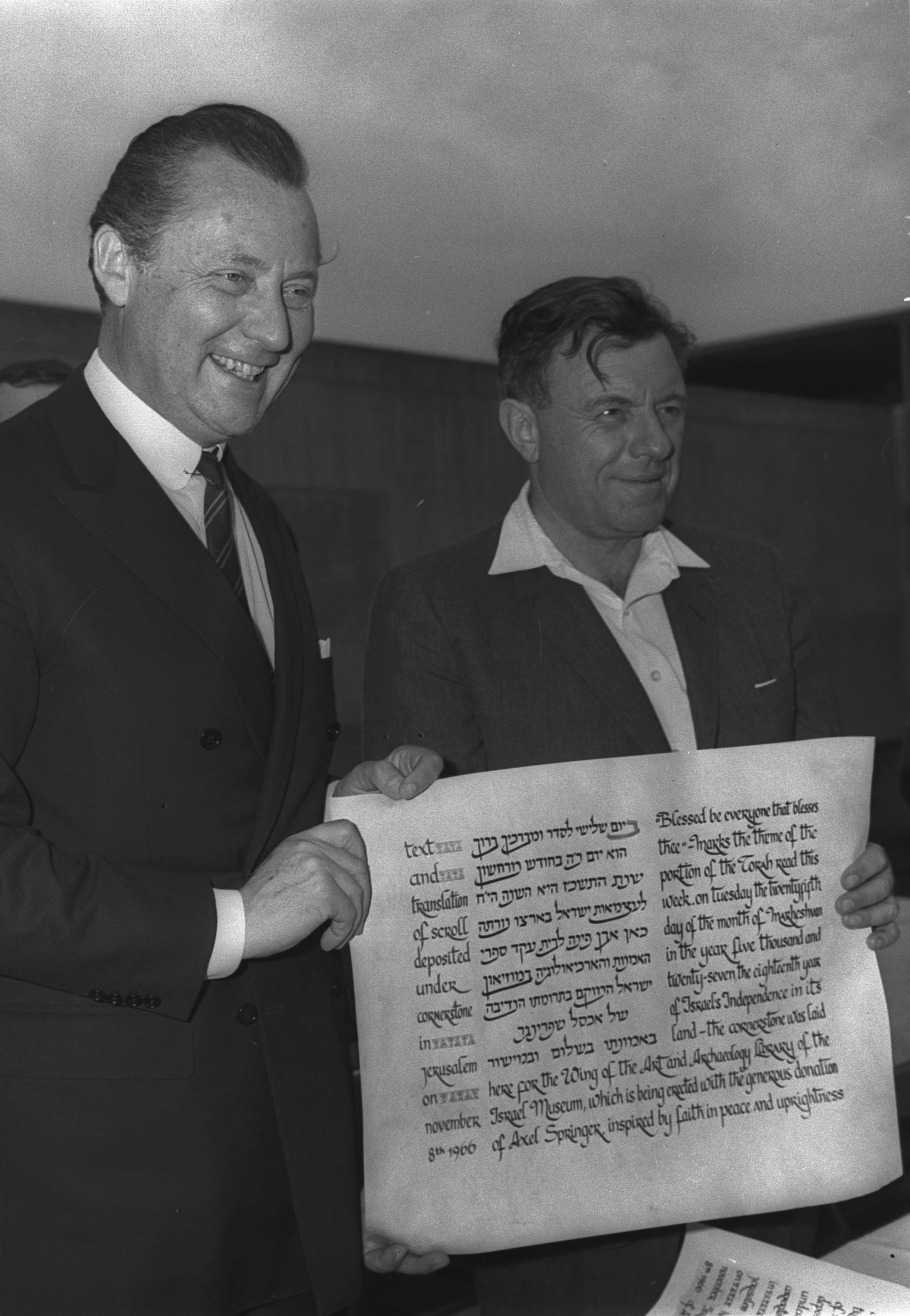
Axel Springer po lewej

Axel Cäsar Springer (ur. 2 maja 1912 w Hamburgu, zm. 22 września 1985 w Berlinie) – niemiecki dziennikarz, założyciel wydawnictwa „Axel Springer”, urodzony w Hamburgu, gdzie jego ojciec pracował jako wydawca.

## Życiorys
Po ukończeniu gimnazjum Axel Springer uczył się w latach 1928–1932 w przedsiębiorstwie ojca zawodu zecera i drukarza. Następnie pracował jako wolontariusz w agencji informacyjnej Wolffsches Telegraphen Bureau oraz w redakcji gazety Bergedorfer Zeitung. Pod koniec 1932 roku dwudziestoletni Springer rozpoczął współpracę z gazetą Altonaer Nachrichten, której wydawcą był jego ojciec. Początkowo pracował jako dziennikarz sportowy i biznesowy. Dwa lata później został zastępcą redaktora naczelnego i redaktorem działu politycznego. Był współodpowiedzialny za propagandę antyżydowską. Później pracował w Hamburger Neueste Zeitung, w 1937 został zastępcą szefa redakcji, a po jej rozwiązaniu pracował od 1941 w rodzinnym wydawnictwie książkowym.
W 1933 poślubił Martę Elsę Meyer, z którą miał córkę Barbarę. Zgodnie z Norymberskimi Ustawami Rasowymi żona została zaliczona do pół-żydówek i w 1938 doszło do rozwodu. Rok później poślubił Ernę Fridę Bertę Holm. W 1941 urodził mu się syn Axel Junior (pseudonim Sven Simon). Axel Springer był zwolniony ze służby wojskowej, był członkiem Narodowosocjalistycznego Korpusu Motorowego – podorganizacji NSDAP.
W roku 1945 Axel Springer otrzymał od władz brytyjskiej strefy okupacyjnej zgodę na działalność wydawniczą. Zgoda nie obejmowała jednak wydawania prasy, a jedynie książek. Pierwszą publikacją nowego wydawnictwa Hammerich & Lesser był kalendarz "Refleksja. Odwieczne słowa ludzkości" w nakładzie 6000 sztuk. W kwietniu 1946 roku ukazała się broszura "Nordwestdeutsche Hefte" pod redakcją Axela Eggebrechta i Petera von Zahn. Jej nakład sięgał 100 000 egzemplarzy.
W 1947 założył w Hamburgu wydawnictwo Axel Springer GmbH oraz rozpoczął wydawania gazety wieczorowej „Hamburger Abendblatt”, później  doszły do tego inne dzienniki i popularne magazyny, jak „Berliner Morgenpost”, „Die Welt”,  magazyn z programem radiowym i telewizyjny „Hör zu”. W 1952 Springer zaczął wydawanie gazety bulwarowej „Bild-Zeitung” (obecnie „Bild”), która stała się popularną także wśród gospodyń domowych gazetą codzienną w Niemczech (nakład ponad 4 miliony egzemplarzy dziennie) i jednym z ważniejszych mediów wpływających na opinię publiczną.
Axel Springer Verlag jest dziś jednym z ważniejszych wydawców gazet w Niemczech z ponad 180 gazetami i magazynami. W 1999 roku obejmował 23,7% niemieckiego rynku.
Przez długi czas dziennikarze zatrudniani w koncernie Springera zobowiązywani byli podpisanym przez siebie dokumentem do tego że:
- będą działać na rzecz pojednania niemiecko-żydowskiego
- będą wspierać gospodarkę wolnorynkową
- będą działać na rzecz ponownego zjednoczenia Niemiec.

Szczególnie aktywnym był Springer w Berlinie Zachodnim, gdzie w 1966 wybudował 19-piętrowy biurowiec i drukarnię swojego wydawnictwa tuż przy murze berlińskim – były one dobrze widoczne z terenu NRD. W grudniu 2019 r. został oddany  do użytku futurystyczny obiekt przy Schützenstraße 26, 10117 Berlin.
Axel Springer był wraz z całym swoim koncernem wielokrotnie przedmiotem krytyki, a w NRD traktowany był jako symbol wroga. Do ważnych protestów przeciwko polityce medialnej Axel Springer Verlag doszło podczas wystąpień studenckich w latach 1967–1968. 11 kwietnia 1968 postrzelony został jeden z przywódców studenckich Rudi Dutschke. Zamach ten kojarzono z inspiracją medialną Wydawnictwa Axel Springer. W protestach, które nastąpiły, podpalone zostały samochody dostawcze wydawnictwa. W 1974 koncern został poddany także krytyce w opowiadaniu Utracona cześć Katarzyny Blum Heinricha Bölla. Zarzuty dotyczyły stosowania plotki medialnej w celu zwiększenia nakładu, która niszczyć miała losy osób, których dotyczyła.
Springer zmarł w 1985 roku w Berlinie Zachodnim.